# ماري شانتال ولية عهد اليونان
الأميرة ماري شانتال، قرينة ولي عهد اليونان (بالإنجليزية: Marie-Chantal, Crown Princess of Greece)‏ (اسمها قبل الزواج ماري شانتال كلير ميلر؛ ولدت في 17 سبتمبر 1968 في لندن، انكلترا)، هي زوجة بافلوس، ولي عهد اليونان، نجل ملك اليونان المخلوغ قسطنطين الثاني.

## روابط خارجية
- ماري شانتال ولية عهد اليونان على موقع IMDb (الإنجليزية)